# U.S. Route 63
U.S. Route 63 (ou U.S. Highway 63) é uma autoestrada dos Estados Unidos.
Faz a ligação do Sul para o Norte. A U.S. Route 63 foi construída em 1926 e tem 1 286 milhas (2,07 km).

## Principais ligações
US 82 em El Dorado

 Autoestrada 44 em Rolla

 Autoestrada 70 em Columbia

 US 20 em Waterloo

 Autoestrada 90 perto de Rochester